# 1570-talet

## Händelser
- 1570 - Nordiska tjugofemårskriget utbryter mellan Sverige och Ryssland.
- 1571 - Slaget vid Lepanto utkämpas.
- 1572 - Tycho Brahe observerar en ny stjärna i stjärnbilden Cassiopeia.

## Födda
- 1571 - Johannes Kepler, astronom.

## Avlidna
- 1577 - Erik XIV, enligt traditionen förgiftad av ärtsoppa.